# Place des Pionnières
Pour les articles homonymes, voir Place Centrale.
La place des Pionnières est une place de Lausanne, en Suisse, située dans le quartier du Centre. Nommée place Centrale jusqu'au 1er octobre 2023, elle a été rebaptisée dans le but de féminiser le nom des voies de la ville, en l'honneur de toutes celles qui ont osé ouvrir des nouvelles voies pour les femmes,,.

## Histoire

### XIXesiècle
Le voûtage du Flon et le comblement de son vallon, effectués entre 1823 et 1863 pour éviter ses crues et les épidémies causées par le rejet des eaux usées dans la rivière, permet la création de la rue Centrale durant les années suivantes. En parallèle, le Grand-Pont est construit entre 1839 et 1844 au-dessus du vallon, entre Saint-François et la future place Bel-Air. Le chocolatier Charles-Amédée Kohler fait construire en 1873 un entrepôt en amont du Grand-Pont, le long de la rue Centrale. La place située à l'arrière du bâtiment, sur le terrain appartenant à Kohler, est créée en 1876. Elle prend le 16 juillet 1877 le nom de « place des Arcades » avant d'être rebaptisée « place Centrale » le mois suivant. Son aménagement est terminé en 1879 ou 1880. Elle accueille dès 1879 une station de fiacres et une halle aux poissons ; le marché aux volailles y est déplacé en 1898.

### XXeetXXIesiècles

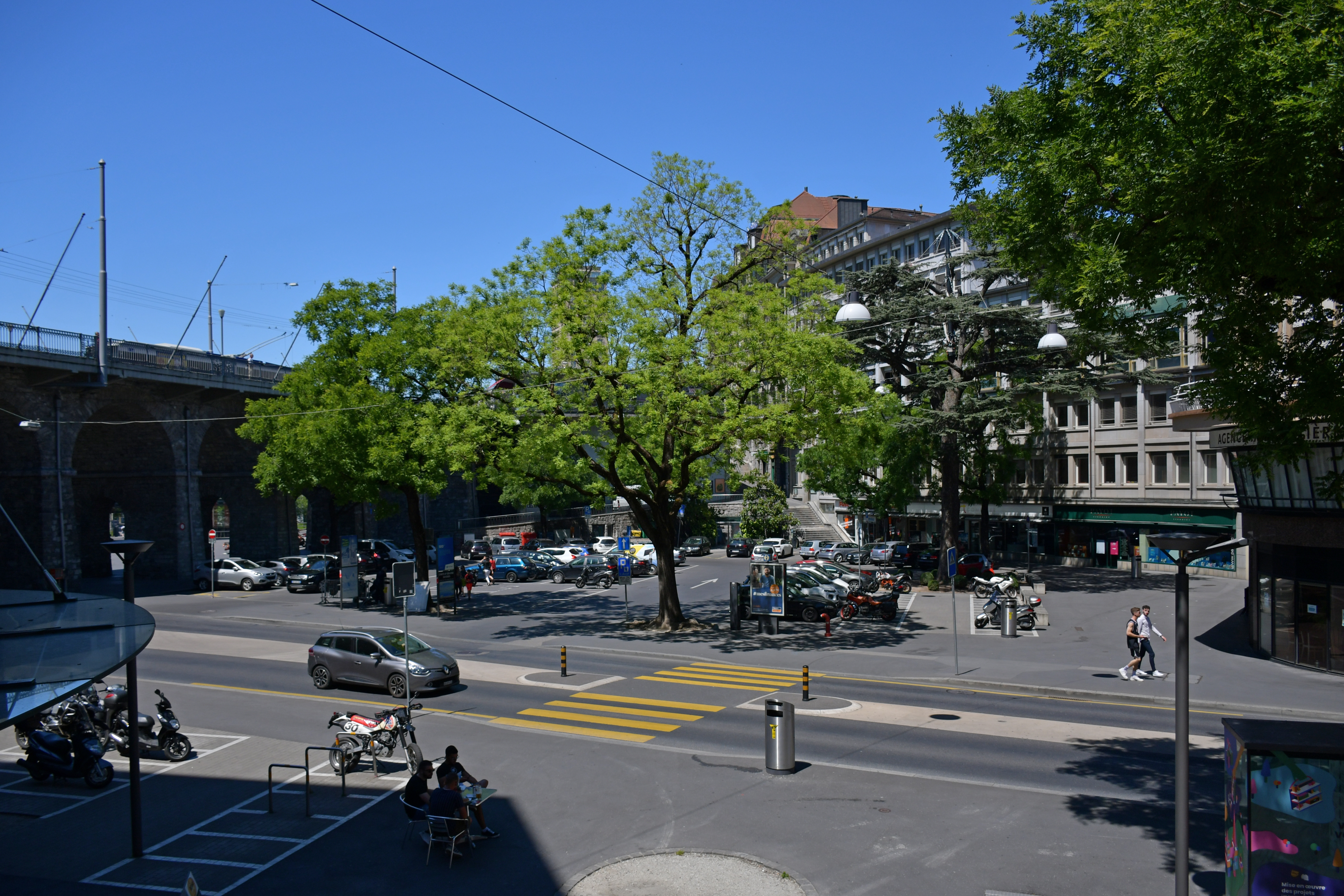
La place des Pionnières, alors appelée place Centrale, en 2020, avant son réaménagement en zone piétonne.

La chocolaterie Kohler ayant quitté Lausanne à la fin du XIXe siècle, l'entrepôt devient un magasin de meubles jusqu'à ce que la ville rachète l'édifice en 1910 ; un cinéma, The Royal Biograph, s'y établit l'année suivante. Un second cinéma, le Lumen, s'installe au nord de la place en 1908. L'édifice est reconstruit en 1911 et le cinéma est agrandi ; il deviendra le cinéma ABC en 1935,. En 1932 est construit le bâtiment situé à l'est de la place Centrale (actuellement rue Centrale no 5), la séparant de la place Pépinet. The Royal Biograph cesse son activité en 1933 et devient une salle de « ventes juridiques », puis l'imprimerie Baumgartner en 1955. Deux ans plus tard, le bâtiment est démoli, tout comme la poissonnerie. La place Centrale se retrouve ouverte sur la rue Centrale. Elle deviendra un parking. En 1996, le cinéma ABC cède sa place à une discothèque, le D! Club, qui possède depuis 2012 un bar au dernier étage du bâtiment, baptisé l'abc en hommage au cinéma disparu. Le 1er octobre 2023, dans le but de féminiser le nom des voies de la ville, elle est rebaptisée place des Pionnières. La plaque de rue indique que ce nom a été choisi en l'honneur de toutes celles qui ont osé ouvrir des nouvelles voies pour les femmes,,.

## Situation, accès et description
La place des Pionnières se trouve dans le quartier du centre. On y accède par la rue Centrale qui la longe au sud, ainsi que par la ruelle du Grand-Pont qui rejoint le nord de la place par un escalier. La place des Pionnières est en outre délimitée par le Grand-Pont qui longe son bord sud-ouest et, sur les autres côtés, par des commerces, un bar et une discothèque, le D! Club. La place servait de parking, même si elle était régulièrement utilisée pour diverses manifestations comme la Fête de la musique, des compétitions de basket-ball à trois ou, en janvier 2020, pour les animations organisées en marge des Jeux olympiques de la jeunesse. Le 12 mai 2023, après une année de travaux, la place des Pionnières est devenue piétonne.